# برودز
برودز (به انگلیسی: Broods) یک گروه دو نفره متشکل از جورجیا جوزینا نات به عنوان خواننده اصلی و بردار بزرگتر کلب آلن جوزف نات در در تولید و پشتوانه آواز که در نلسون، نیوزلند مستقر است.

## اعضاء
- کلب آلن جوزف نات – زاده ۱ ژوئیه ۱۹۹۲ (۲۸ سال)[۵]
- جورجیا جوزینا نات – زاده ۷ ژوئیه ۱۹۹۴ (۲۶ سال)[۶]